# Xiaomi Pocophone F1
El Xiaomi Pocophone F1 (Xiaomi Poco F1 en India ) es un teléfono inteligente desarrollado por Xiaomi, lanzado el 22 de agosto de 2018 en Nueva Delhi, India. Hace parte de la línea de dispositivos de gama media de Xiaomi. Este dispositivo está disponible en todo el mundo en cantidades limitadas, a excepción de India, donde cuenta con una amplia disponibilidad.

## Especificaciones

### Hardware
El Pocophone F1 trabaja con un procesador  Snapdragon 845 de 10 nm, con Adreno 630 para el procesamiento de gráficos. Cuenta con una pantalla táctil capacitiva IPS LCD de 6.18" con una relación de aspecto de 18.7: 9 y una resolución de 1080 x 2246 píxeles. La pantalla también tiene un notch en la parte superior. También cuenta con Gorilla Glass, pero se desconoce la versión exacta del mismo.

#### Cámara

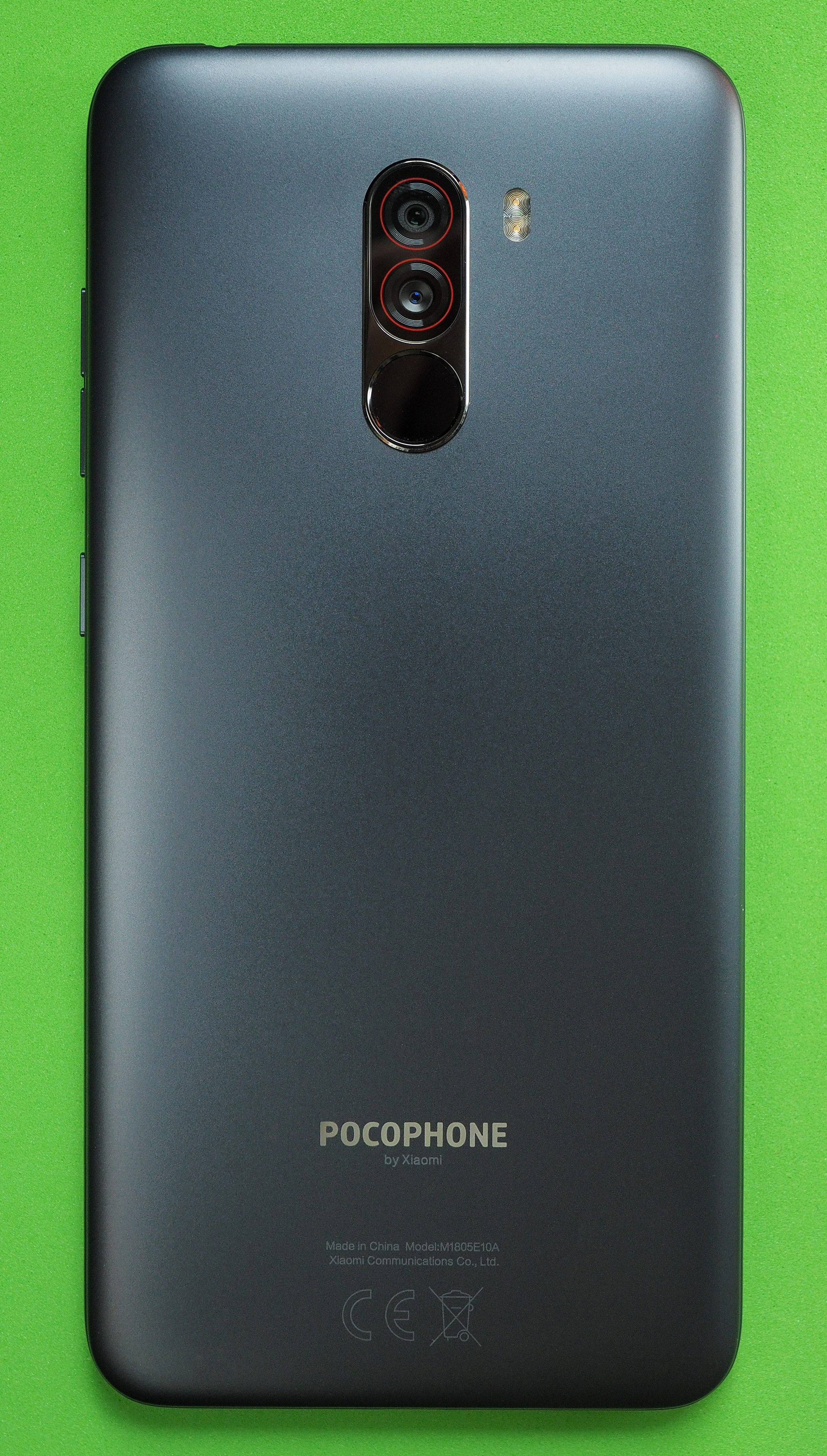
Parte trasera del Pocophone

El Pocophone F1 tiene dos cámaras traseras basadas en el EXMOR RS de Sony, el sensor de 12 MP IMX365 de 1 / 2.55 " y apertura de f / 1.9 con enfoque automático de detección de fase de doble píxel. La cámara secundaria actúa como un sensor de profundidad con 5 MP, apertura de f / 2.0 con un tamaño de píxel de 1.12  µm y un flash de doble LED. La cámara tiene opciones de HDR e imagen panorámica. El video se puede hacer en 2160p a 60fps, 1080p a 60fps o 1080p a 960fps. La cámara también cuenta con un modo manual; los usuarios pueden ajustar el balance de blancos (preajustes y temperatura de la luz), establecer una velocidad de obturación (1 / 1000s a 32s) e ISO (100-3200). También hay un enfoque manual con focus peaking. La actualización del software del teléfono lanzada en enero de 2019 agregó la grabación de video en cámara lenta a 960 fps y modo nocturno.
En la parte frontal, el dispositivo cuenta con una cámara selfie de 20 MP con una apertura de f/2.0 y 0.9 µm de tamaño de píxel, con software HDR y capacidades analíticas. El software para Selfies incluye AI Beautify 4.0 y efectos bokeh. Se puede grabar vídeo a 1080p a 30 fps. También cuenta con un sensor de luz infrarrojo y una cámara infrarroja para el reconocimiento facial .
Las imágenes se pueden tomar en formato JPEG o RAW (está disponible RAW en formato DNG en la aplicación ″Open Camara″). Las imágenes que se toman con este teléfono quedan con una marca de agua.

#### Memoria
El Pocophone F1 viene con almacenamiento interno de 256 GB/8 GB de RAM (versión China) o 64/128 GB con 6 GB de RAM; ambos tienen memoria expandible microSD de hasta 256 GB; ocupando la segunda ranura para la tarjeta SIM .

### Software
El Pocophone F1 se ejecuta en MIUI 10 basado en Android Oreo 8.1. Desde el 6 de diciembre de 2018, se puede actualizar a la versión estable de Android 9.0 Pie y por último Android 10.

### Batería
El Pocophone F1 tiene una batería Li-Po de 4000 mAh. La batería cuenta con carga rápida de 18 W.

### Ventas
Desde su lanzamiento en agosto de 2018, se convirtió en el más vendido por Xiaomi con 700,000 unidades vendidas hasta el 6 de diciembre de 2018. En India, fue el teléfono inteligente mejor calificado para el tercer trimestre de 2018.

### Inconvenientes
Las primeras copias del teléfono tenían problemas de pantalla. Algunos usuarios con la versión internacional del teléfono informaron demasiado sensibilidad en la pantalla táctil.

## Recepción
El Pocophone F1 recibió críticas muy positivas. Se menciona comúnmente como un teléfono inteligente insignia a un precio competitivo. Entre sus ventajas está su cámara y su batería. El Pocophone F1 fue el finalista de la prueba de cámara para teléfonos MKBHD en 2018. También obtuvo un puntaje de 91 en DxOMark, colocándolo entre el iPhone 8 y el Google Pixel.